# غلين جاي أميس
غلين جاي أميس (بالإنجليزية: Glenn J. Ames)‏ هو عضو هيئة تدريس جامعية ‏ أمريكي، ولد في 3 فبراير 1955 في أتلبورو في الولايات المتحدة، وتوفي في 14 أكتوبر 2010 بسبب سرطان.